# Canaan (Nowy Jork)
Canaan – miasto w Stanach Zjednoczonych, w stanie Nowy Jork, w hrabstwie Columbia.